# La Maison des spectres
Pour plus de détails, voir Fiche technique et Distribution.
La Maison des spectres (titre original : The House Where Evil Dwells) est un film d'horreur américano-japonais réalisé par Kevin Connor, sorti en 1982.

## Synopsis
En 1840, un samourai rentre chez lui et trouve sa femme le trompant avec un autre homme. Il les tue tous les deux et se donne la mort ensuite. De nos jours, une famille américaine emménage dans cette même maison qui était restée inhabitée depuis. Rapidement, ils seront confrontés à des événements surnaturels…

## Fiche technique
- Titre original : The House Where Evil Dwells
- Titre français : La Maison des spectres ou Fantômes à louer[1]
- Titre québécois : La Maison maudite
- Réalisation : Kevin Connor
- Scénario : Robert Suhosky, d'après le livre de James Hardiman
- Production : Martin B. Cohen
- Musique : Ken Thorne
- Photographie : Jacques Haitkin
- Montage : Barry Peters
- Direction artistique : Yoshikazu Sano
- Chef-décorateur : Misao Arai, Tairo Taira
- Pays de production : États-Unis/Japon
- Langue : anglais
- Genre : horreur
- Durée : 88 minutes
- Dates de sortie : 
  - États-Unis : 14 mai 1982
  - France : 31 mai 1989

## Distribution
- Edward Albert : Ted Fletcher
- Susan George : Laura Fletcher
- Doug McClure : Alex Curtis
- Amy Barrett : Amy Fletcher
- Mako Hattori : Otami
- Tsuiyuki Sasaki : Shigero
- Toshiya Maruyama : Masanori
- Tsuyako Olajima : la sorcière Majyo
- Henry Mitowa : le moine
- Mayumi Umeda : Noriko, la babysitter

## Distinctions
- Saturn Award 1983
  - Nomination au Saturn Award du meilleur film international
  - Nomination au Saturn Award de la meilleure actrice (Susan George)
  - Nomination au Saturn Award de la meilleure musique
  - Nomination au Saturn Award du meilleur maquillage